# Rochusmarkt

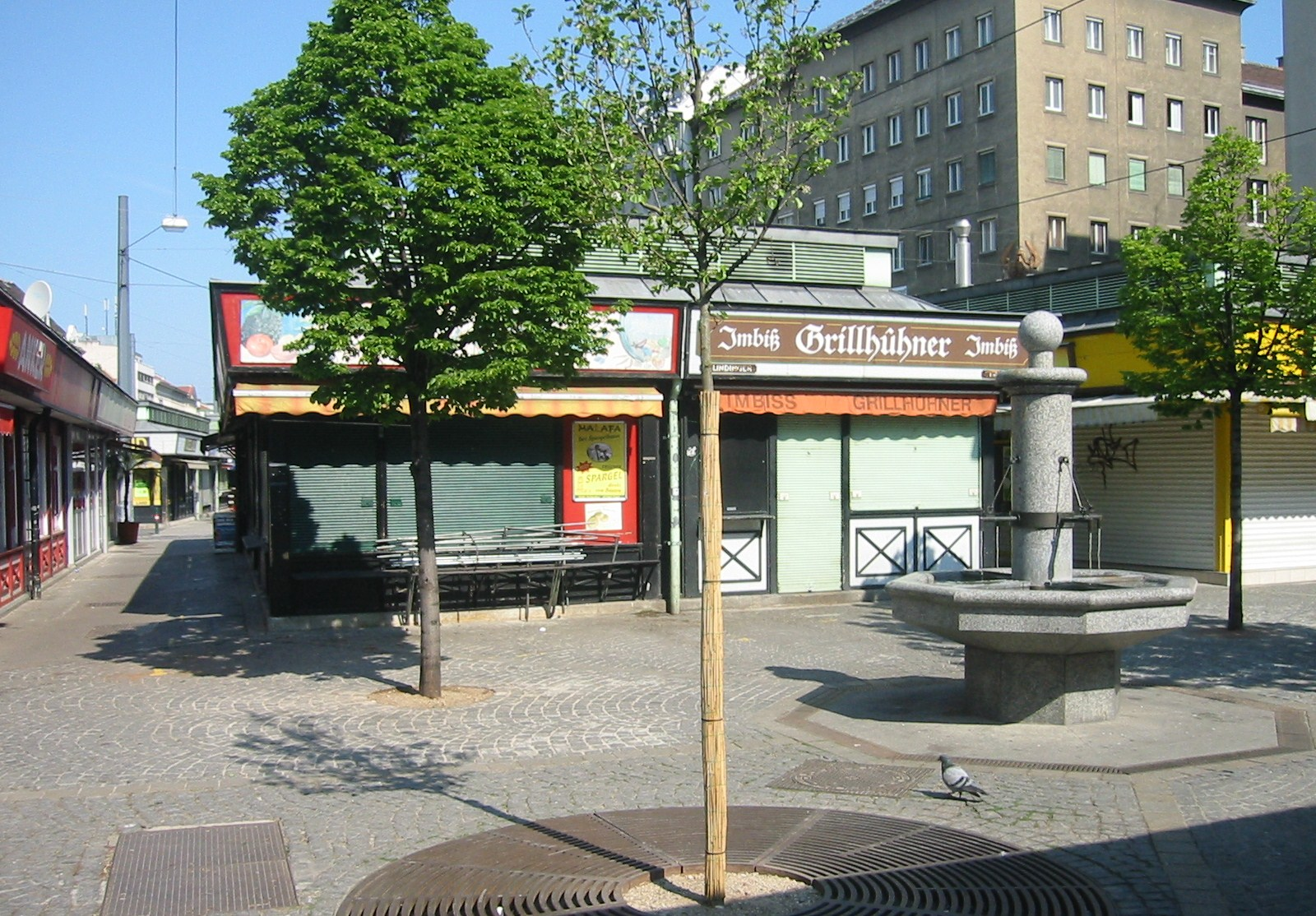
Marktstände und Brunnen am Rochusmarkt

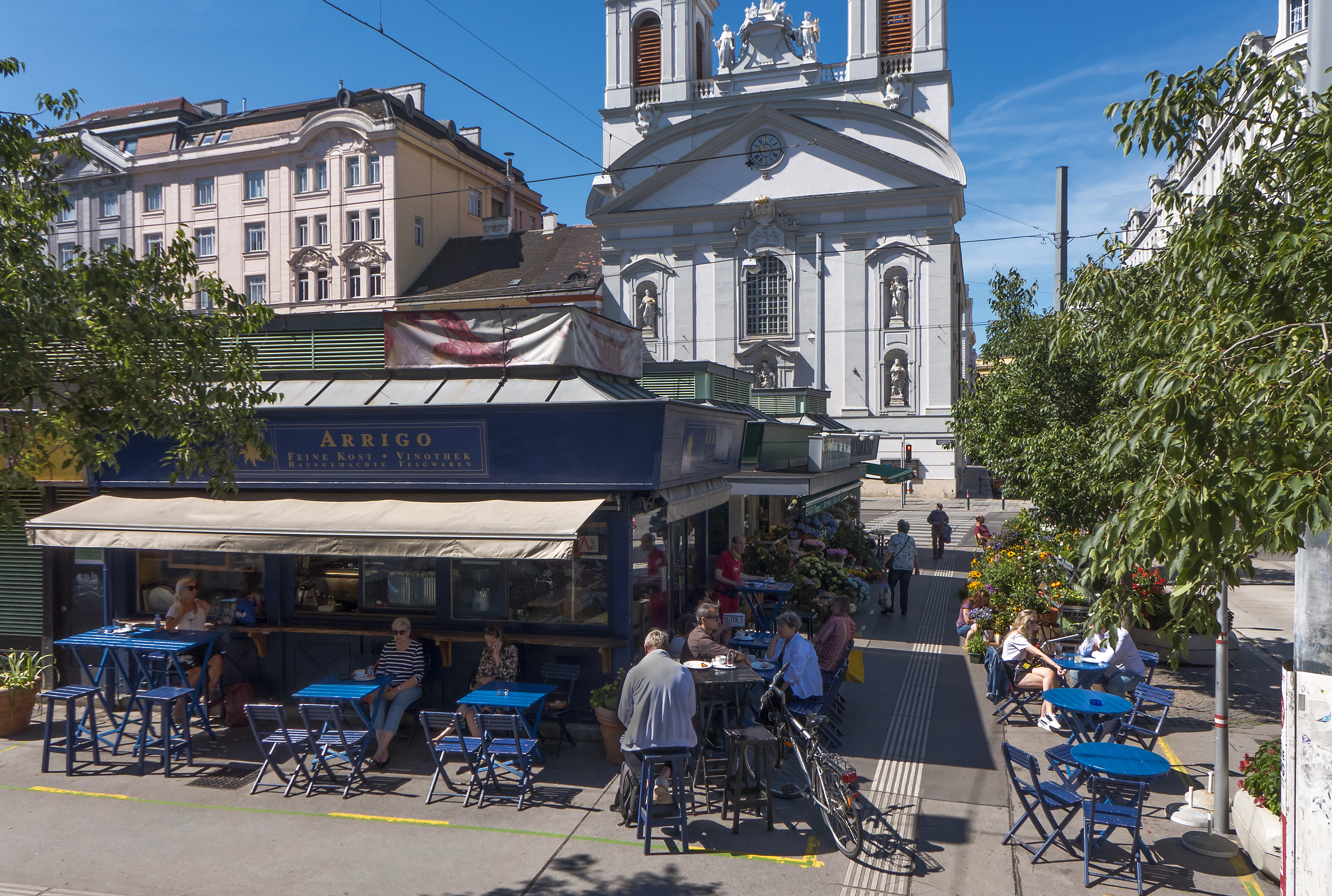
Rochusmarkt und Rochuskirche

Der Rochusmarkt ist ein Markt im 3. Wiener Gemeindebezirk Landstraße. Er befindet sich gegenüber der Rochuskirche, am Rochusplatz, einer Ausbuchtung der Landstraßer Hauptstraße.

## Geschichte

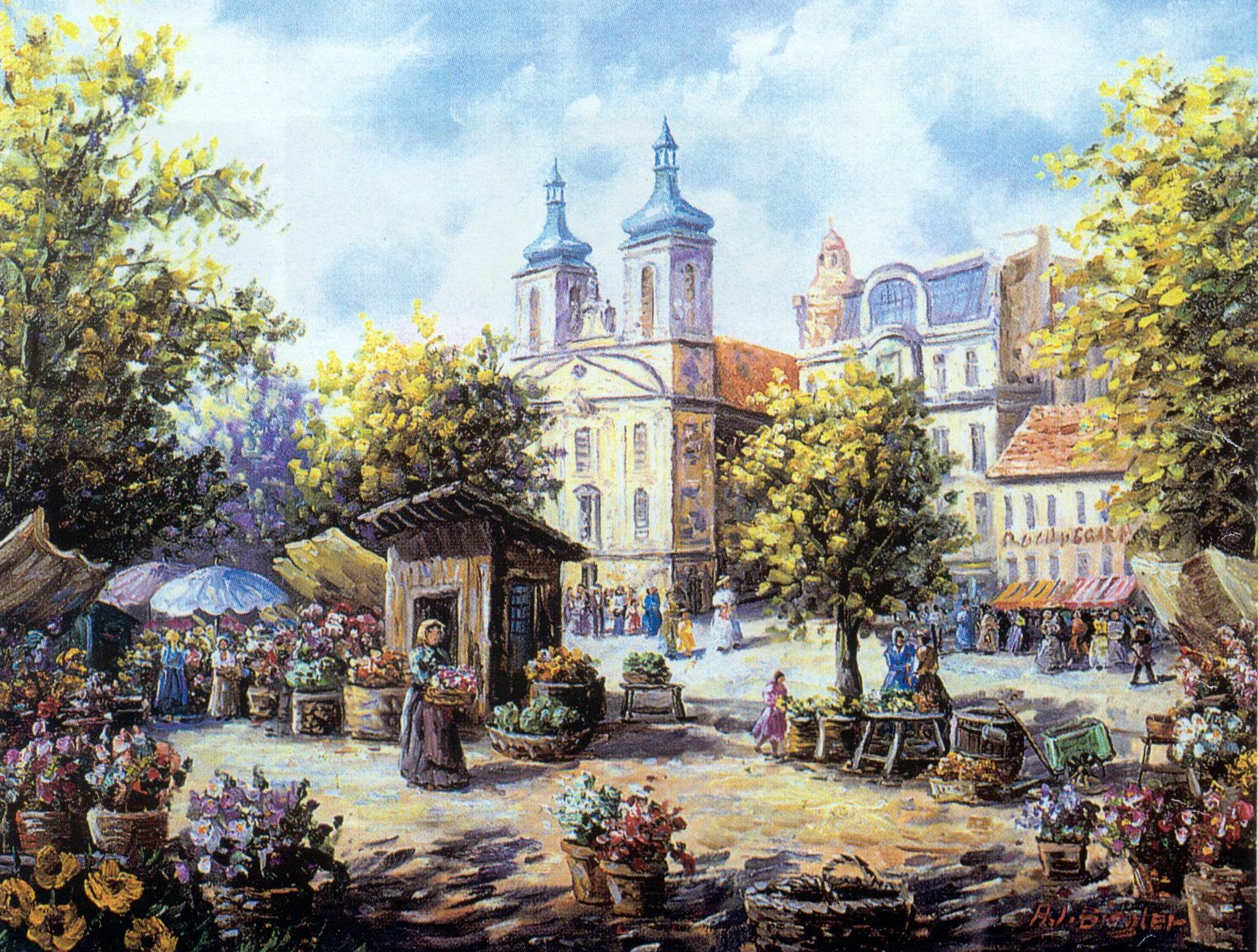
Blumenmarkt am Rochusmarkt im 19. Jahrhundert

In unmittelbarer Nähe des heutigen Rochusmarktes befand sich seit dem frühen 13. Jahrhundert das St. Nikolaikloster. Dieses wurde im Zuge der ersten Türkenbelagerung 1529 niedergebrannt, die verbleibende Ruine wurde einige Jahre später abgetragen. 1538 übergab König Ferdinand I. der Stadt Wien das Areal zur Errichtung eines Friedhofs. Der St. Nikolai Friedhof diente fast 250 Jahre lang als Vorstadtfriedhof, 1698 erfolgte der Bau einer Friedhofskapelle, die schließlich durch eine 1745 fertiggestellte Barockkirche St. Nikolaus ersetzt wurde. Als aufgrund der Josephinischen Reformen alle Friedhöfe innerhalb des Linienwalls aufgelassen werden mussten, wurden 1784 auch auf dem St. Nikolai Friedhof die sterblichen Überreste der hier Beerdigten exhumiert und auf den neu angelegten Sankt Marxer Friedhof überführt, so auch jene des Bildhauers Georg Raphael Donner.
Das nun brach liegende Gelände entwickelte sich bald zu einem Marktplatz, der ab 1786 in Anlehnung an das nahegelegene Augustinerkloster den Namen Augustinermarkt trug. Er war ursprünglich ein reiner Blumenmarkt, veränderte sich aber zu einem Lebensmittelmarkt und wurde so ein wichtiges Nahversorgungszentrum des Bezirkes.
1984 musste im Zuge des Baus der U-Bahn-Linie U3 der Markt ein paar Meter näher zur Rochuskirche hin übersiedeln. Zum Großteil schon desolate Gebäude wurden abgebrochen, und neben der Kirche wurden provisorische Marktstände errichtet. Mit 25. August 1988 konnten 31 neu und einheitlich gestaltete Stände am ursprünglichen Standort des Marktes ihren Betrieb wieder aufnehmen.
Da sich aufgrund der gegenüber liegenden Rochuskirche im allgemeinen Sprachgebrauch schon seit langem der Name Rochusmarkt etabliert hatte, wurde dieser nach der Wiedereröffnung des Marktes auch zu seiner offiziellen Bezeichnung.